# 모던 패밀리
모던 패밀리(Modern Family)는 2009년 9월 23일부터 2020년 4월 8일까지 ABC에서 방영된 시트콤이다. 모큐멘터리형식으로 구성되어 있고, 등장인물들은 자주 카메라를 보고 말한다. 이 프로그램은 로스앤젤레스 근처에 사는 제이 프리쳇과 그의 가족의 생활을 보여준다. 프리쳇의 가족은 그의 두번째 부인, 의붓아들, 그의 아기, 그리고 어른이 된 두 명의 자녀와 그들의 배우자, 아이들로 구성되어 있다.
이 시리즈는 2009년 9월 23일에 1회가 방영되었고, 1260만명의 사람들이 시청했다. 초기에 이 시리즈는 62회 프라임타임 에미상의 유력한 후보로 알려졌다. 2009년 10월 8일에 이 시리즈가 시즌제로 결정되었고, 비평가들로부터 긍정적인 평가도 받았다. 이 프로그램은 뛰어난 프로그램에게 주는 상인 에미상 - Outstanding Comedy Series를 수상했고, 남자배우에게 주는 상인 에미상 - Outstanding Supporting Actor in a Comedy Series를 에릭 스톤스트릿이 두번, 타이 버렐이 두번으로 총 4번 수상했으며, 이 뿐만 아니라 에미상 - Outstanding Supporting Actress in a Comedy Series를 줄리 보웬이 두번 수상했다. 또한, 작품상으로 골든글로브 상- 뮤지컬·코미디 영화 부문도 받았다.
한편, 프로그램의 신디케이션 권한도 USA Network를 통해서 팔고있다. 이렇게 이 프로그램의 성공은 한 에피소드 당 213만 달러를 벌어 2012년 10대 고수입 프로그램이라는 결과도 냈다. 이 시리즈는 2014년 5월 8일에 시즌 6의 소식을 알렸고, 2014년 9월 24일에 방영했다.

## 제작

### 구상
제작자 크리스토퍼 로이드와 스티븐 레버튼은 그들의 가족을 회상할 때 이런 종류의 이야기가 프로그램의 바탕이 될 것이라고 생각했다. 그들은 모큐멘터리 형식으로 보여주는 가족의 모습에 대해 떠오른 생각으로 제작하기 시작했다. 그러다가 나중에 세 가족과 그들의 경험을 주제로 프로그램을 구상하기로 결정했다. 처음에는 My American Family라는 제목이었다.
제작자들은 빅3 방송 회사(ABC,CBS,NBC)를 목표로 잡고 설득했다. (크리스토퍼 로이드가 프로그램 백투유(Back to you)와의 네트워크 문제가 있었기 때문에 Fox를 설득하지는 않았다) CBS는 아직 단일 카메라 형식의 작품을 만드는데에 준비가 되지 않았고, 따라서 모던패밀리를 거절했다. CBS는 최근에서야 두대의 카메라로 한 시즌만 촬영되는 시트콤인 웰컴투더 캡틴(Welcome to The Captain)과 워스트 위크(Worst Week)를 방영했다 (CBS는 2013년까지 다른 단일 카메라 프로그램을 시도할 수 없었다; 그나마 2013년 가을에 위 아 맨(We Are Men)과 크레이지 원스(The Crazy Ones)가 방영되었는데, 위 아 맨(We Are Men)은 두 편 방송하고 취소되었고 크레이지 원스(The Crazy Ones)도 한 시즌 이후에 취소되었다). NBC는 이미 더 오피스(The Office)와 팍스 앤 레크리에이션(Parks and Recreation)이 방영되고있어서 세번째 모큐멘터리 형식의 프로그램은 거절했다. 결국 ABC가 프로그램을 받아들였고, 시즌제로 방영되고 있다.

### 개선(Pickup)
모던 패밀리는 즉시 미국 방송 회사(ABC)의 우선권을 가졌다. 파일럿 방송으로는 16개의 에피소드 정도로 예상했다. 이 시리즈는 2009년 10월 8일에 시즌제로 허가되었다. 2010년 1월 12일에, ABC 회장 스티븐 맥퍼슨은 모던 패밀리가 시즌 2로 재개된다고 발표했다. 시즌 3은 2011년 1월 10일에 ABC에 의해 만들어졌다. 이 시리즈는 USA Network에 의해서 네 시즌 동안 150만 달러로 신디케이션이 채택되었고, Fox와 두 시즌 동안 제휴를 맺었다. 한편, 영국과 아일랜드에서는 Sky1으로 방영된다.

### 촬영
본 촬영은 로스앤젤레스에서 했다. 대부분의 촬영지는 LA의 웨스트사이드이고, 던피네 집은 체비엇 힐즈 근처이다. 2014년부로, 루크와 매니의 학교로 팰리세이드 공립 고등학교가 나온다.
프레이저(Frasier), 윙스(Wings), 저스트 슛 미(Just shoot me) 등 많은 작품들을 제작한 크리스토퍼 로이드와 스티븐 레비는 이 프로그램의 책임프로듀서이다. 이들은 20세기 폭스 소속의 로이드-레비 프로덕션 내의 수석작가이자 총 운영자이다. 작가팀의 다른 프로듀서로는 폴 코리, 세미어 가데지, 조 로슨, 댄 오샤넌, 브래드 월시, 캐롤린 윌리엄스, 빌 루벨, 대니 주커, 제프리 모튼이 있다. 감독팀에는 제이슨 와이너, 마이클 스필러, 랜들 에인혼, 크리스 코치가 있다. 이중에서 제이슨 와이너는 시리즈 별로 19개의 에피소드를 감독했다.

### 소송
시즌 1에서 "성인"연기자들은 에피소드당 대략 $30,000에서 $90,000의 가격 범위로 출연료를 받았다. 2012년 여름에 프로그램의 성공으로 배우들은 더 높은 급여로 계약을 재조정하려고 시도했지만, 대화가 잘 이루어지지 않았고 연기되었다. 배우 5명 (타이 버렐, 줄리 보웬, 제시 타일러 퍼거슨, 에릭 스톤스트릿, 소피아 베르가라)은 2012년 7월 24일에 퀸 이매뉴얼 로펌과 함께 로스앤젤레스 고등 법원에서 20세기 폭스 방송사에 소송을 제기했다. 소송 진행 동안, 에드 오닐은 에피소드 당 $200,000을 받는 등 다른 5명보다 더 많은 출연료를 받고 있었다. 소송은 캘리포니아 노동법 2855(De Havilland Law)의 "7년 규칙(seven-year rule)"을 근거로 들었고, 방송사가 규칙을 위배했기 때문에, 계약이 법적 효력이 없다고 주장했다. 결국에, 2012년 7월 28일부로, 소송이 해결되었다. 배우 5명의 출연료는 에피소드당 $55,000/$65,000에서 $150,000/$175,000으로 상승했다. 에드 오닐은 이미 에피소드당 $200,000을 받고있어서, 그의 출연료는 다른 배우와 동등하게 되어 떨어지게 되었다. 이후에 5명의 "아이"연기자들은 에피소드당 $15,000/$25,000에서 시즌별로 $10,000씩 추가되는 조건의 $70,000 로 인상이 협상되었다.

## 출연
스타 중심이 아닌 전체 배우의 종합적 효과를 노리는 앙상블 연출로 구성되었다. 이 프로그램은 로스앤젤레스 지역에 사는 제이 프리쳇, 그의 자녀 클레어와 미첼 등의 세 가족을 중심으로 전개된다. 집안의 가장이자 가구 회사를 운영하는 제이(에드 오닐)는 어리고 아름다운 콜롬비아인 글로리아와 결혼했다. 그 둘 사이에서 낳은 아들 풀헨시오 '조' 프리쳇, 그리고 글로리아가 이전 남편과 낳은 아들 매니 (리코 로드리게스)가 있다. 제이의 딸 클레어 (줄리 보웬)는 스스로 "쿨한 아빠(cool dad)"라고 생각하는 부동산 중개인 필 던피(타이 버렐)와 결혼한 주부이다. 아이들로는 예쁘지만 머리가 나쁜 헤일리 (사라 힐랜드), 똑똑하지만 인기가 별로 없는 알렉스 (아리엘 윈터), 멍청한 아들 루크 (놀란 굴드)로 세명이다. 제이의 아들인 변호사 미첼 (제시 타일러 퍼거슨)와 그의 파트너 캐머런(에릭 스톤스트릿)은 게이 커플로 베트남에서 태어난 아기 릴리(제이든 힐러 (시즌 1-2) 오브리 앤더슨에먼스 (시즌 3-현재))를 입양했다.
또한, 주요 인물이 아닌 몇몇 주변인물도 있는데, 레이드 유잉은 헤일리의 남자친구 딜런으로 몇몇 에피소드에 나왔다. 프레드 윌러드는 필의 아버지 프랭크 던피 역할을 했다. 그는 62회 프라임타임 에미상 시상식 Outstanding Guest Actor in a Comedy Series의 후보로 지명되었지만, 이 상은 글리(Glee)의 닐 패트릭 해리스가 수상했다. 셸리 롱은 제이의 전 부인이자 클레어와 미첼의 엄마로 시즌 1~2에 가끔 출연했다. 네이단 레인은 시즌 2와 시즌 5에 카메론과 미첼의 이색적인 친구 페퍼 잘츠만으로 출연했다.
제이와 글로이아의 개 스텔라는 몇몇 에피소드에 출연하고 있다.

### 족보
녹색 박스의 캐릭터는 프로그램에서 정기적인 역할을 맡고있다. 점선은 입양이나 결혼을 통한 부모 관계(직접 X), 파선은 이혼을 나타낸다.
| 하비에르 델가도 | 하비에르 델가도 | 하비에르 델가도 | 하비에르 델가도 | 하비에르 델가도 | 하비에르 델가도 |             |             | 글로리아 프리쳇 | 글로리아 프리쳇 | 글로리아 프리쳇 | 글로리아 프리쳇 | 글로리아 프리쳇 | 글로리아 프리쳇 |  |  |           |           |                           |           |             |             |             |             |                  |                  |                  |                  | 제이 프리쳇      | 제이 프리쳇      | 제이 프리쳇 | 제이 프리쳇 | 제이 프리쳇 | 제이 프리쳇 |  |  | 디디 프리쳇 † | 디디 프리쳇 † | 디디 프리쳇 † | 디디 프리쳇 † | 디디 프리쳇 † | 디디 프리쳇 † |  |  |             |             |             |             | 그레이스 던피 † | 그레이스 던피 † | 그레이스 던피 † | 그레이스 던피 † | 그레이스 던피 † | 그레이스 던피 † |           |           | 프랭크 던피 † | 프랭크 던피 † | 프랭크 던피 † | 프랭크 던피 † | 프랭크 던피 † | 프랭크 던피 † |  |  |
| 하비에르 델가도 | 하비에르 델가도 | 하비에르 델가도 | 하비에르 델가도 | 하비에르 델가도 | 하비에르 델가도 |             |             | 글로리아 프리쳇 | 글로리아 프리쳇 | 글로리아 프리쳇 | 글로리아 프리쳇 | 글로리아 프리쳇 | 글로리아 프리쳇 |  |  |           |           |                           |           |             |             |             |             |                  |                  |                  |                  | 제이 프리쳇      | 제이 프리쳇      | 제이 프리쳇 | 제이 프리쳇 | 제이 프리쳇 | 제이 프리쳇 |  |  | 디디 프리쳇 † | 디디 프리쳇 † | 디디 프리쳇 † | 디디 프리쳇 † | 디디 프리쳇 † | 디디 프리쳇 † |  |  |             |             |             |             | 그레이스 던피 † | 그레이스 던피 † | 그레이스 던피 † | 그레이스 던피 † | 그레이스 던피 † | 그레이스 던피 † |           |           | 프랭크 던피 † | 프랭크 던피 † | 프랭크 던피 † | 프랭크 던피 † | 프랭크 던피 † | 프랭크 던피 † |  |  |
|                 |                 |                 |                 |                 |                 |             |             |                 |                 |                 |                 |                 |                 |  |  |           |           | 풀헨시호 조셉 "조" 프리쳇 |           |             |             |             |             |                  |                  |                  |                  |                  |                  |             |             |             |             |  |  |               |               |               |               |               |               |  |  |             |             |             |             |                 |                 |                 |                 |                 |                 |           |           |               |               |               |               |               |               |  |  |
|                 |                 |                 |                 |                 |                 |             |             |                 |                 |                 |                 |                 |                 |  |  |           |           |                           |           |             |             |             |             |                  |                  |                  |                  |                  |                  |             |             |             |             |  |  |               |               |               |               |               |               |  |  |             |             |             |             |                 |                 |                 |                 |                 |                 |           |           |               |               |               |               |               |               |  |  |
|                 |                 |                 |                 |                 |                 |             |             |                 |                 |                 |                 |                 |                 |  |  |           |           |                           |           |             |             |             |             |                  |                  |                  |                  |                  |                  |             |             |             |             |  |  |               |               |               |               |               |               |  |  |             |             |             |             |                 |                 |                 |                 |                 |                 |           |           |               |               |               |               |               |               |  |  |
|                 |                 |                 |                 | 매니 델가도     | 매니 델가도     | 매니 델가도 | 매니 델가도 | 매니 델가도     | 매니 델가도     |                 |                 |                 |                 |  |  | 머를 터커 | 머를 터커 | 머를 터커                 | 머를 터커 | 머를 터커   | 머를 터커   |             |             | 바브 터커        | 바브 터커        | 바브 터커        | 바브 터커        | 바브 터커        | 바브 터커        |             |             |             |             |  |  |               |               |               |               |               |               |  |  |             |             |             |             |                 |                 |                 |                 |                 |                 |           |           |               |               |               |               |               |               |  |  |
|                 |                 |                 |                 | 매니 델가도     | 매니 델가도     | 매니 델가도 | 매니 델가도 | 매니 델가도     | 매니 델가도     |                 |                 |                 |                 |  |  | 머를 터커 | 머를 터커 | 머를 터커                 | 머를 터커 | 머를 터커   | 머를 터커   |             |             | 바브 터커        | 바브 터커        | 바브 터커        | 바브 터커        | 바브 터커        | 바브 터커        |             |             |             |             |  |  |               |               |               |               |               |               |  |  |             |             |             |             |                 |                 |                 |                 |                 |                 |           |           |               |               |               |               |               |               |  |  |
|                 |                 |                 |                 |                 |                 |             |             |                 |                 |                 |                 |                 |                 |  |  |           |           |                           |           |             |             |             |             |                  |                  |                  |                  |                  |                  |             |             |             |             |  |  |               |               |               |               |               |               |  |  |             |             |             |             |                 |                 |                 |                 |                 |                 |           |           |               |               |               |               |               |               |  |  |
|                 |                 |                 |                 |                 |                 |             |             |                 |                 |                 |                 |                 |                 |  |  |           |           |                           |           | 캐머런 터커 | 캐머런 터커 | 캐머런 터커 | 캐머런 터커 | 캐머런 터커      | 캐머런 터커      |                  |                  | 미첼 프리쳇      | 미첼 프리쳇      | 미첼 프리쳇 | 미첼 프리쳇 | 미첼 프리쳇 | 미첼 프리쳇 |  |  | 클레어 던피   | 클레어 던피   | 클레어 던피   | 클레어 던피   | 클레어 던피   | 클레어 던피   |  |  |             |             |             |             |                 |                 |                 |                 | 필 던피         | 필 던피         | 필 던피   | 필 던피   | 필 던피       | 필 던피       |               |               |               |               |  |  |
|                 |                 |                 |                 |                 |                 |             |             |                 |                 |                 |                 |                 |                 |  |  |           |           |                           |           | 캐머런 터커 | 캐머런 터커 | 캐머런 터커 | 캐머런 터커 | 캐머런 터커      | 캐머런 터커      |                  |                  | 미첼 프리쳇      | 미첼 프리쳇      | 미첼 프리쳇 | 미첼 프리쳇 | 미첼 프리쳇 | 미첼 프리쳇 |  |  | 클레어 던피   | 클레어 던피   | 클레어 던피   | 클레어 던피   | 클레어 던피   | 클레어 던피   |  |  |             |             |             |             |                 |                 |                 |                 | 필 던피         | 필 던피         | 필 던피   | 필 던피   | 필 던피       | 필 던피       |               |               |               |               |  |  |
|                 |                 |                 |                 |                 |                 |             |             |                 |                 |                 |                 |                 |                 |  |  |           |           |                           |           |             |             |             |             |                  |                  |                  |                  |                  |                  |             |             |             |             |  |  |               |               |               |               |               |               |  |  |             |             |             |             |                 |                 |                 |                 |                 |                 |           |           |               |               |               |               |               |               |  |  |
|                 |                 |                 |                 |                 |                 |             |             |                 |                 |                 |                 |                 |                 |  |  |           |           |                           |           |             |             |             |             |                  |                  |                  |                  |                  |                  |             |             |             |             |  |  |               |               |               |               |               |               |  |  |             |             |             |             |                 |                 |                 |                 |                 |                 |           |           |               |               |               |               |               |               |  |  |
|                 |                 |                 |                 |                 |                 |             |             |                 |                 |                 |                 |                 |                 |  |  |           |           |                           |           |             |             |             |             | 릴리 터커-프리쳇 | 릴리 터커-프리쳇 | 릴리 터커-프리쳇 | 릴리 터커-프리쳇 | 릴리 터커-프리쳇 | 릴리 터커-프리쳇 |             |             |             |             |  |  | 헤일리 던피   | 헤일리 던피   | 헤일리 던피   | 헤일리 던피   | 헤일리 던피   | 헤일리 던피   |  |  | 알렉스 던피 | 알렉스 던피 | 알렉스 던피 | 알렉스 던피 | 알렉스 던피     | 알렉스 던피     |                 |                 | 루크 던피       | 루크 던피       | 루크 던피 | 루크 던피 | 루크 던피     | 루크 던피     |               |               |               |               |  |  |

## 에피소드
이 시리즈는 2009년 9월 23일 수요일 오후 9시(미국 동부기준)에 첫방송을 했고, 2009년 10월 8일에 24개 에피소드로 결정되었다. 2010년 1월 12일에 ABC가 시즌 2를 발표했다. 시즌 2는 2010년 9월 22일 오후 9시(미국 동부기준)에 1화를 방영했다. 2011년 1월 10일, 시즌 2 방영 중반쯤에 ABC는 시즌 3 제작을 발표했다. 시즌 3은 2011년 9월 21일에 한시간동안 연이어 두 편을 방영하며 첫방송을 했다. 2012년 5월 10일에 모던 패밀리의 시즌 4, 일년 후인 2013년 5월 10일에 시즌 5 제작이 결정되었다. 시즌 4는 2012년 9월 26일에, 시즌 5는 2013년 9월 25일에, 시즌 6는 2014년 9월 24일에 첫방송을 했으며, 마지막 시즌인 시즌 11은 2019년 9월 25일에 첫방송을 하였다.
| 시즌 | 시즌 | 에피소드 | 방송            | 방송            | 닐슨 순위 | 닐슨 순위            | 닐슨 순위    | DVD, 블루레이 출시일   | DVD, 블루레이 출시일      | DVD, 블루레이 출시일   |
| 시즌 | 시즌 | 에피소드 | 첫방송          | 마지막방송      | 시즌 순위 | 시청자 (단위 : 백만) | 18-49세 순위 | 1지역 (미국,캐나다 등) | 2지역 (유럽,중동,일본 등) | 4지역 (중남미,호주 등) |
| ---- | ---- | -------- | --------------- | --------------- | --------- | -------------------- | ------------ | ---------------------- | ------------------------- | ---------------------- |
|      | 1    | 24       | 2009년 9월 23일 | 2010년 5월 19일 | 36        | 9.39                 | 3.9/10       | 2010년 9월 21일        | 2010년 10월 4일           | 2010년 11월 3일        |
|      | 2    | 24       | 2010년 9월 22일 | 2011년 5월 25일 | 24        | 11.89                | 4.9/13       | 2011년 9월 20일        | 2011년 9월 5일            | 2011년 9월 21일        |
|      | 3    | 24       | 2011년 9월 21일 | 2012년 5월 23일 | 15        | 12.93                | 5.5/15       | 2012년 9월 18일        | 2012년 10월 1일           | 2012년 10월 10일       |
|      | 4    | 24       | 2012년 9월 26일 | 2013년 5월 22일 | 18        | 12.31                | 4.9/13       | 2013년 9월 24일        | 2013년 10월 1일           | 2013년 11월 6일        |
|      | 5    | 24       | 2013년 9월 25일 | 2014년 5월 21일 | 19        | 11.79                | 4.5/13       | 2014년 9월 23일        | 2014년 9월 15일           | 2014년 9월 17일        |
|      | 6    | 24       | 2014년 9월 24일 | 2015년 5월 20일 | 24        | 11.91                | TBA          | TBA                    | TBA                       | TBA                    |
|      | 7    | 22       | 2015년 9월 23일 | 2016년 5월 18일 | 36        | 9.83                 | TBA          | TBA                    | TBA                       | TBA                    |
|      | 8    | 22       | 2016년 9월 21일 | 2017년 5월 17일 | 34        | 8.79                 | TBA          | TBA                    | TBA                       | TBA                    |
|      | 9    | 22       | 2017년 9월 27일 | 2018년 5월 16일 | 58        | 7.09                 | TBA          | TBA                    | TBA                       | TBA                    |
|      | 10   | 22       | 2018년 9월 26일 | 2019년 5월 8일  | 65        | 6.40                 | TBA          | TBA                    | TBA                       | TBA                    |
|      | 11   | 18       | 2019년 9월 25일 | 2020년 4월 8일  | TBA       | TBA                  | TBA          | TBA                    | TBA                       | TBA                    |